# Ruta de la estepa

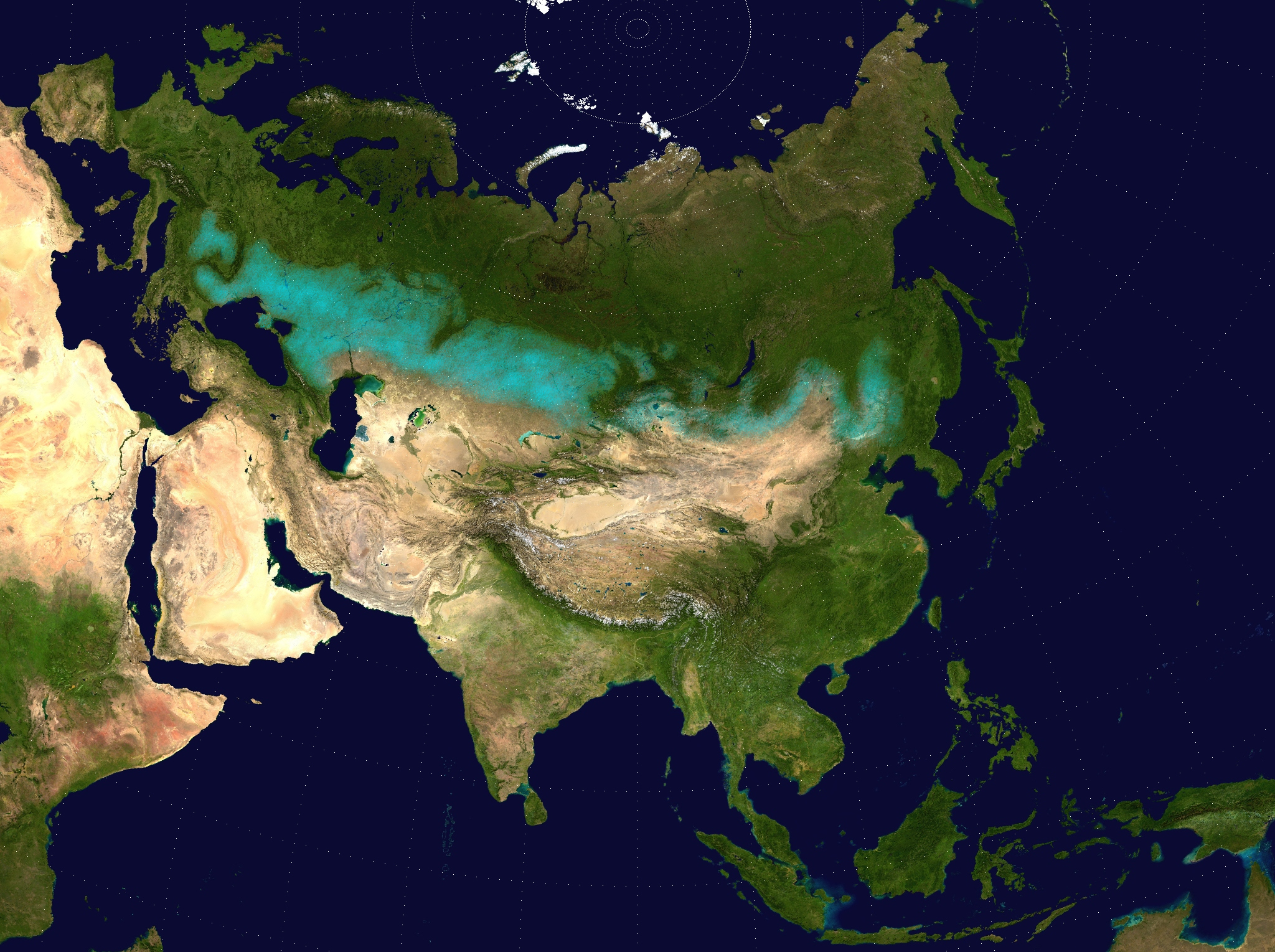
Mapa de la ruta de la estepa eurasiatica

La Ruta de la estepa era una antigua ruta terrestre a través de la estepa euroasiática, precursora activa de la ruta de la seda. La seda y los caballos se comercializaban como productos básicos mientras que el comercio secundario incluía pieles, armas, instrumentos musicales, piedras preciosas como turquesas, lapislázuli,  ágata, nefrita y joyas. Esta ruta alcanzó todo el camino a través de la estepa euroasiática del norte, que se extiende unos 10 grados al norte y sur de la latitud 40° N y se extiende por aproximadamente 10 000 kilómetros. El comercio trans-euroasiático a través de la ruta de la estepa precede a la fecha convencional de los orígenes de la Ruta de la Seda en al menos dos milenios.

## Geografía
La Ruta se centra en las estepas del norte de Asia y conecta Europa oriental con al noreste de China. La estepa euroasiática tiene una topografía amplia y plana, y un ecosistema único. La «ruta de la estepa» se extiende desde la desembocadura del río Danubio hasta el Océano Pacífico, y limita al norte con los bosques de Rusia y Siberia. No existe un límite meridional claro, aunque los semidesiertos y desiertos del sur impiden un tránsito fluido. La principal característica del paisaje estepario es su clima continental y la deficiencia de humedad, lo que crea condiciones inestables para la agricultura. La estepa se ve interrumpida en tres puntos: en los montes Urales, en el macizo de Altái, que gradualmente se convierten en los montes Sayanes en el este y en la cordillera del Gran Khingan; estos dividen la estepa en cuatro segmentos que eran cruzados por jinetes. La altitud de algunas barreras montañosas, como las montañas de Altái, con elevaciones de hasta 4 000 metros, había mantenido originalmente algunas regiones autónomas.
El vasto territorio que se extiende a lo largo de la ruta de Eurasia está diversificado e incluye estepas secas, desiertos, montañas, oasis, lagos, ríos y deltas de ríos, estepas de tierras bajas, estepas de montañas y regiones de estepas de bosques. Su vida silvestre fue una fuente permanente de inspiración para los artistas y la artesanía temprana. Hipócrates reflexionó sobre el impacto de los cambios climáticos, sobre la subsistencia, y avanzó la idea de su influencia en la organización de las comunidades humanas como una explicación a la migración de las poblaciones. La presión demográfica sobre las áreas agrícolas en la ruta de la estepa probablemente condujo a los grupos más frágiles localizados en la periferia de esas áreas agrícolas a migrar en busca de mejores condiciones de vida. Como los pastizales ricos no siempre estaban disponibles, fomentó la transición a una forma de vivir nómada. Este estilo de vida fue propicio para la movilidad humana y fomentó una cultura militar necesaria para proteger los rebaños y conquistar nuevos territorios. La geografía específica de la estepa creó un ecosistema capaz de mezclar características críticas de desarrollo, incluida la difusión de hombres modernos, domesticación animal y cría de animales para consumo, carreras de carros y caballería, producción temprana de metales como el cobre y comercio, lenguas indoeuropeas y el ascenso político de las civilizaciones nómadas.

## Comunidades
La región de la  estepa del norte de Eurasia central se asocia con la cría de caballos y las comunidades que practicaban la equitación, en particular los cimerios, los sakas o los pueblos escitas en el oeste, junto con los tocarios de origen indoeuropeo, los Xiongnu (匈奴) o los Wusun (烏 孫), del este. Como no se sabe si los nómadas eurasiáticos habían desarrollado un lenguaje escrito, no se sabe cómo se denominaban a sí mismos, y las diversas culturas a lo largo del camino de la estepa se identifican principalmente por túmulos funerarios distintivos. Se cree que la costumbre nómada de pastorear ovejas y cabras y, simultáneamente, la agricultura, en que la guerra hípica practicada por una élite jugó un papel central, se extendió en las estepas desde alrededor del 1000 a. C. Intercambiando bienes e intercambiando información a caballo, la ruta de la estepa sirvió como una gran carretera por tierra del norte que conectaba pueblos y culturas. Los nómadas de las estepas eran comunidades organizadas que rotaban sus hogares varias veces al año entre los pastos de verano e invierno y que otras comunidades vecinas esperaban y reconocían este hecho. Estos grupos realizaban intercambios a menudo, comerciaban y atacaban a las personas que se establecian en algunos pueblos.
El punto de vista predominante es que las comunidades de la estepa euroasiática estaban agrupadas y no estaban estrechamente relacionadas desde el punto de vista étnico. Por un lado, cada población tenía su propia historia y por otro las comunidades mantuvieron estrecho contacto tanto con sus vecinos como con los que estaban más lejos. El historiador francés Fernand Braudel vio la presencia de los nómadas pastorales como una fuerza disruptiva que a menudo interrumpía períodos de lentos procesos históricos, lo que permitía un cambio rápido y una oscilación cultural.
Los yacimientos arqueológicos de como el de Berel, en Kazajistán, un cementerio de élite de la  cultura Pazyryk, ubicada cerca de la frontera con Rusia, Mongolia y China en el cruce de las montañas  Altái y Tarbagatai a lo largo del río Kara-Kaba, demostró que todavía queda mucho trabajo para comprender mejor a las comunidades que bordean esta ruta de transporte intercultural y aun queda por evaluar zonas no exploradas en Kazajistán, Kirguistán, Uzbekistán, Turkmenistán y Tayikistán. El trabajo confirmó que los Arimaspians seminómadas de finales del siglo IV y principios del III a. C. no solo criaban caballos para el comercio. Estas personas también fueron expertos metalúrgicos, constructores, alfareros, joyeros, talladores de madera y pintores que dejaron una influencia duradera en la confluencia del mundo oriental y occidental.

## Historia

### Paleolítico superior
Hacia el final del plioceno, la actividad tectónica había creado las principales cadenas montañosas y tierras bajas, incluidas las cuencas del mar Aral y el mar Caspio así como la  depresión Sarykamysh; se formaron los primitivos sistemas de los ríos Syrdarya, Zeravshan, Amudarya, Uzboy,  Murghab, Tedzhen, Atrek y Gorgan. Los cambios climáticos cíclicos entre el Pleistoceno y el Holoceno finalmente produjeron un clima más cálido y menos seco en la mayor parte de Asia occidental que condujo a la configuración y ecología actuales de la región. Los primeros humanos modernos en emigrar a Europa fueron cazadores-recolectores, posiblemente llegaron 40 000 a. C. Luego, estos cazadores-recolectores fueron reemplazados lentamente alrededor del año 9000 a. C. por nuevos inmigrantes del Cercano Oriente que tenían capacidades de subsistencia superiores debido a su conocimiento de la agricultura primitiva.[cita requerida]
La posición dominante ocupada por las comunidades nómadas en el nicho ecológico es el resultado de su superioridad militar y técnica nómada y se cree que se originó en las estepas del norte del Cáucaso ya en el siglo VIII  a. C. El período post glacial estuvo marcado por un aumento gradual de las temperaturas que alcanzó su punto máximo en el quinto y cuarto milenio. Estas condiciones más hospitalarias proporcionaron a los seres humanos pastizales y suministros de alimentos más estables y dieron lugar a un fuerte aumento en su número. La recolección regular de cereales silvestres permitió la cría empírica y la selección de cereales (trigo, cebada) que podrían cultivarse. También condujo a la domesticación de animales como pueden ser los burros, caballos, ovejas, cabras y a la ganadería. Aunque la calidad y cantidad de artefactos varió de un sitio a otro, la impresión general es que el desarrollo de la artesanía contribuyó a asentamientos más estables y una definición más precisa de las rutas que conectan a ciertas comunidades entre sí. La cultura auriñaciense se extendió por Siberia y, como testimonio de su presencia, se encontró una  venus  auriñaciana cerca de Irkutsk, en el río Angará. Las huellas de la cultura magdaleniense también se identificaron en Manchouria, Siberia y Hopei. El pastoreo introdujo un salto cualitativo en el desarrollo social y preparó la base necesaria para la creación de antiguas civilizaciones seminómadas a lo largo de la Ruta de la estepa euroasiática.
El análisis de los  isótopos de carbono y del  nitrógeno del colágeno esquelético de los mismos restos humanos ayuda a clasificar sus costumbres dietéticas y a caracterizar la economía de las comunidades esteparias. El análisis de  isótopos de estroncio ayuda a identificar los diversos movimientos faunísticos y humanos entre varias regiones. El análisis de  isótopos de oxígeno se aplica para reconstruir los hábitos de bebida y el impacto del cambio climático en las poblaciones. La combinación de estos factores tiene como objetivo reconstruir una imagen más precisa de las condiciones de vida de la época. El análisis de 1500 linajes del genoma mitocondrial ayudó a datar la llegada en diferentes regiones de Europa de humanos cazadores-recolectores que más tarde desarrollaron el conocimiento de la agricultura. Se descubrió que en el centro y sudoeste de Europa que podrían encontrarse principalmente en el Neolítico. En el Mediterráneo central y oriental, la llegada de los primeros inmigrantes humanos se puede datar en el período Glacial Tardío, mucho más temprano.

### Neolítico

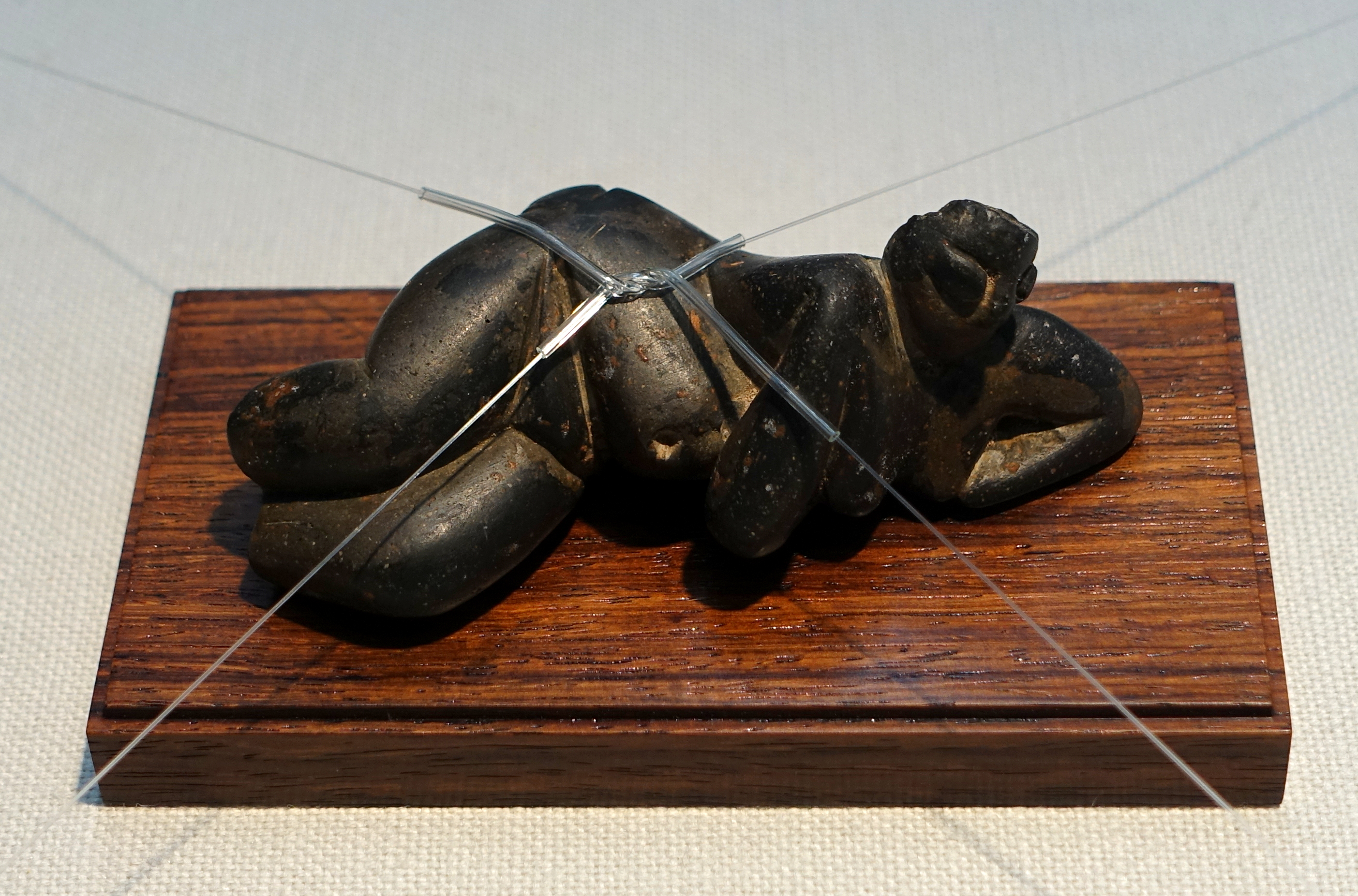
Mujer reclinada. Terracota neolítica, c. 5600 a. C. en Turquía

El conocimiento temprano de una economía productora de alimentos en la  estepa Ponto-Caspio se asigna a este período. La transición de una recolección de alimentos a una economía productora de alimentos a través de la agricultura y el mantenimiento de existencias condujo a un profundo cambio social y cultural. La caza y la pesca fluvial probablemente continúen desempeñando un papel importante en la subsistencia, especialmente en las áreas de estepas forestales. Esta transición hacia la cría de animales desempeñó un papel fundamental en la historia del ascenso de la sociedad humana, y es un contribuyente significativo a la revolución neolítica. Simultáneamente surgió una nueva forma de vida con la construcción de asentamientos más cómodos para el cultivo de plantas y domesticación de animales, actividades artesanales —lo que resulta en el amplio uso de ornamentos— y prácticas funerarias que incluye la construcción de los primeros  túmulos funerarios en el período  Eneolítico, es decir, la transición entre el Neolítico y la Edad del Bronce.
Las estepas de  Eurasia interior fueron ocupadas, posiblemente desde el cuarto milenio a. C. por comunidades nómadas que practicaban formas extensas de pastoreo de caballos, deambulando de un lugar a otro. Esto aseguró que sus contactos e influencia se extendieran a grandes áreas. La evidencia más temprana para montar en pequeños caballos proviene de las comunidades  Sredny Stog del este de Ucrania y del sur de Rusia, la fecha de la domesticación del  camello bactriano [ c. 4000 a. C.] Este transportador de carga pesada de dos jorobas es uno de los animales más adaptables del mundo capaz de soportar temperaturas entre 40 °C y -30 °C. En el este de Eurasia, la agricultura probablemente comenzó por comunidades indoeuropeas como pudieron ser los tocarianos establecidos en el Tarīm Basin (noroeste de China) alrededor de 4000 a. C. En la parte oeste de Eurasia, la revolución de la escritura, que data de la misma época, se originó en la contabilidad de una manera primitiva y se desarrolló con la preocupación sumeria de dejar mensajes para el más allá. En China Interior, que también debe representarse como la mitad del territorio de la República Popular China, es decir, excluyendo Manchuria, Mongolia, Xinjiang y la  meseta Qinghai-Tíbet como la asociación de "macro-regiones" débilmente conectadas, ha habido descubrimientos de tallas de conchas de tortuga, como símbolos, que data de c. 6200-6600 a. C. Por ahora, califican más como símbolos que como evidencia de escritura sistemática. Es probable que la escritura y la contabilidad (cálculo) hayan comenzado independientemente en varias áreas de Eurasia ( Mediterráneo , Sumeria y Mesopotamia ) pero parece haberse extendido relativamente rápido junto con la Ruta.

### Edad del Bronce
El período de transición a la Edad del Bronce muestra patrones variables en las diferentes regiones geográficas de la ruta esteparia, sin embargo, numerosas actividades artesanales involucraron la fabricación de ornamentos, artículos instrumentales y productos domésticos. Ya en el 6-5 milenio a. C. cultura Vinča , situada en lo que ahora es Serbia), la estepa póntica del Caspio se puede rastrear como la tierra natal de la producción de cobre y luego se extendió por toda la zona esteparia durante más de dos milenios. A comienzos del cuarto milenio, la tecnología del cobre fue introducida en la región de Altái por pastores de estepas. La Edad del Bronce estuvo marcada por un enfriamiento brusco del clima, que al final del tercer milenio antes de Cristo dio paso a un nuevo aumento de la temperatura más favorable para la agricultura y el pastoreo. El uso dual de una caballería prehistórica y armas de metal probablemente establecieron el marco de un ambiente mucho más militarizado y posiblemente más hostil, desencadenando la migración de las poblaciones más pacíficas -o débiles- del Homo sapiens a partes más remotas de la ruta esteparia.

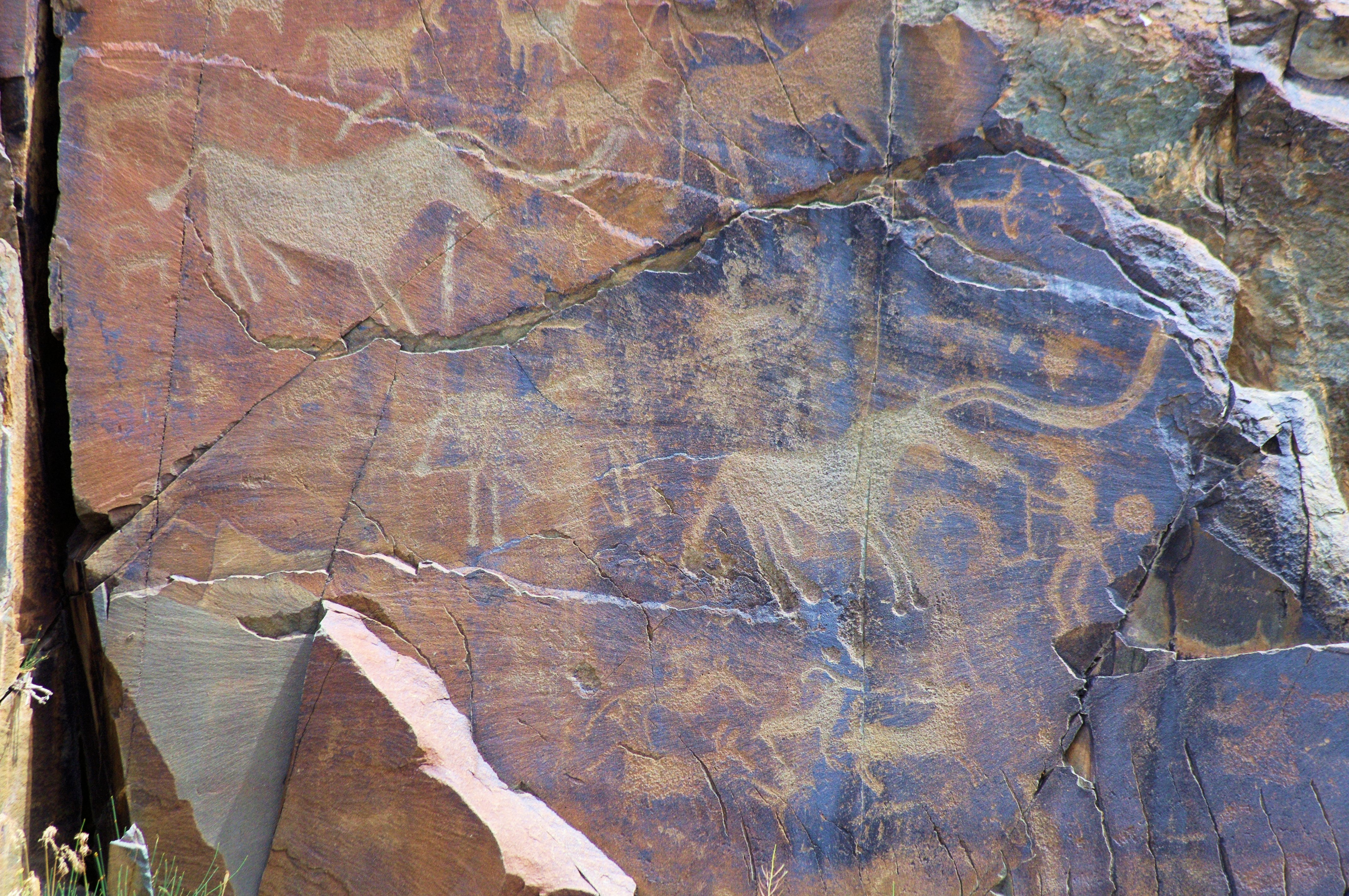
Escena de caza, Edad de bronce (Kasakhstan)

La artesanía avanzada, como la fundición de metales y la producción de cerámica (vasijas pintadas y escultura de terracota) se encuentran al lado del otro con grandes áreas cubiertas de derroches de la producción de adornos hechos de piedras semipreciosas: lapis-lazulis, turquesa, espinela, cuarzo. La prosperidad económica condujo a una riqueza excepcional de expresión artística que se encontraba en las formas más pequeñas, particularmente en cerámicas pintadas, pequeños objetos tallados, ornamentos inspirados en la vida silvestre y obsequios funerarios. También fue propicio para una organización más compleja de la sociedad.
Los intercambios en las rutas de la estepa muestran que la seda del este asiático no solo provenía de China. Los restos neolíticos (4000-3000 a. C.) del reino de Goguryeo (Corea) mostraron lozas de barro con patrones de hojas de morera y de seda y pequeñas tallas en rocas de gusanos de seda. Los registros de los Tres Reinos señalaron que ambas confederaciones de Byeonhan y Jinhan (más tarde conocidas como Silla y Gaya)reinos en Corea), "tenía muchas moreras y gusanos de seda", lo que indica que la seda producida en la Península de Corea era conocida en otros países desde la antigüedad. A fines del tercer milenio antes de nuestra era, las comunidades de ganaderos orientadas al ejército se asentaron en el este de Asia central (Sayan-Altái, Mongolia). El camino de Nephrite (jade) se materializó, los minerales fueron extraídos en Khotan y Yarkand y vendidos a China. Las comunidades eran aún más móviles en la ruta de la Estepa con la intrusión de carros.
El final de la era del Bronce en la ruta de la estepa eurasiática muestra que la producción y una nueva organización económica condujeron a la acumulación de riquezas por parte de varias familias y nuevas interacciones económicas. Sus líderes masculinos luego se convirtieron en señores de la guerra enfrentando choques y alianzas para el control de los mejores pastos o la migración para iniciar lo que pueden convertirse en civilizaciones.

### Edades dinásticas
En el año 2000 a. C., la red de intercambios de las rutas de la estepa comenzó a transitar hacia la Ruta de la Seda. A mediados de este milenio, las culturas de la «ruta esteparia» estaban bien establecidas. Los grupos de movimientos lentos que seguían un carro pesado con cuatro ruedas lisas guiadas por cazadores y pescadores, que practicaban alguna forma de economía productiva, fueron gradualmente reemplazados o esclavizados por pastores de las estepas y semidesiertos. Los nómadas montaban pequeños caballos y sabían cómo combatir desde el caballo, principalmente con un arco que era el arma distintiva de la estepa y, a veces, incluso con una espada o un sable cuando el jinete era más rico. Estas comunidades móviles, enérgicas e ingeniosas usaban carros de guerra ligeros con ruedas que tienen un diámetro de hasta un metro con diez radios, cada uno dibujado con caballos, se extendió en muchas direcciones diferentes. Esta evolución fortaleció un sistema ya robusto de intercambios vigorosos y generalizados dentro y, algunas veces, más allá de las estepas de Eurasia Interior. Estos primeros sistemas de intercambio dependían en gran medida del papel de las comunidades de pastoreo entrelazadas. Esto dio como resultado un patrón complejo de movimientos migratorios, transformaciones e interacciones culturales junto con la ruta de la estepa. En el segundo milenio a. C. hubo grandes cambios de población en una amplia zona de Asia Central y la imagen completa del desarrollo etnocultural cambió.

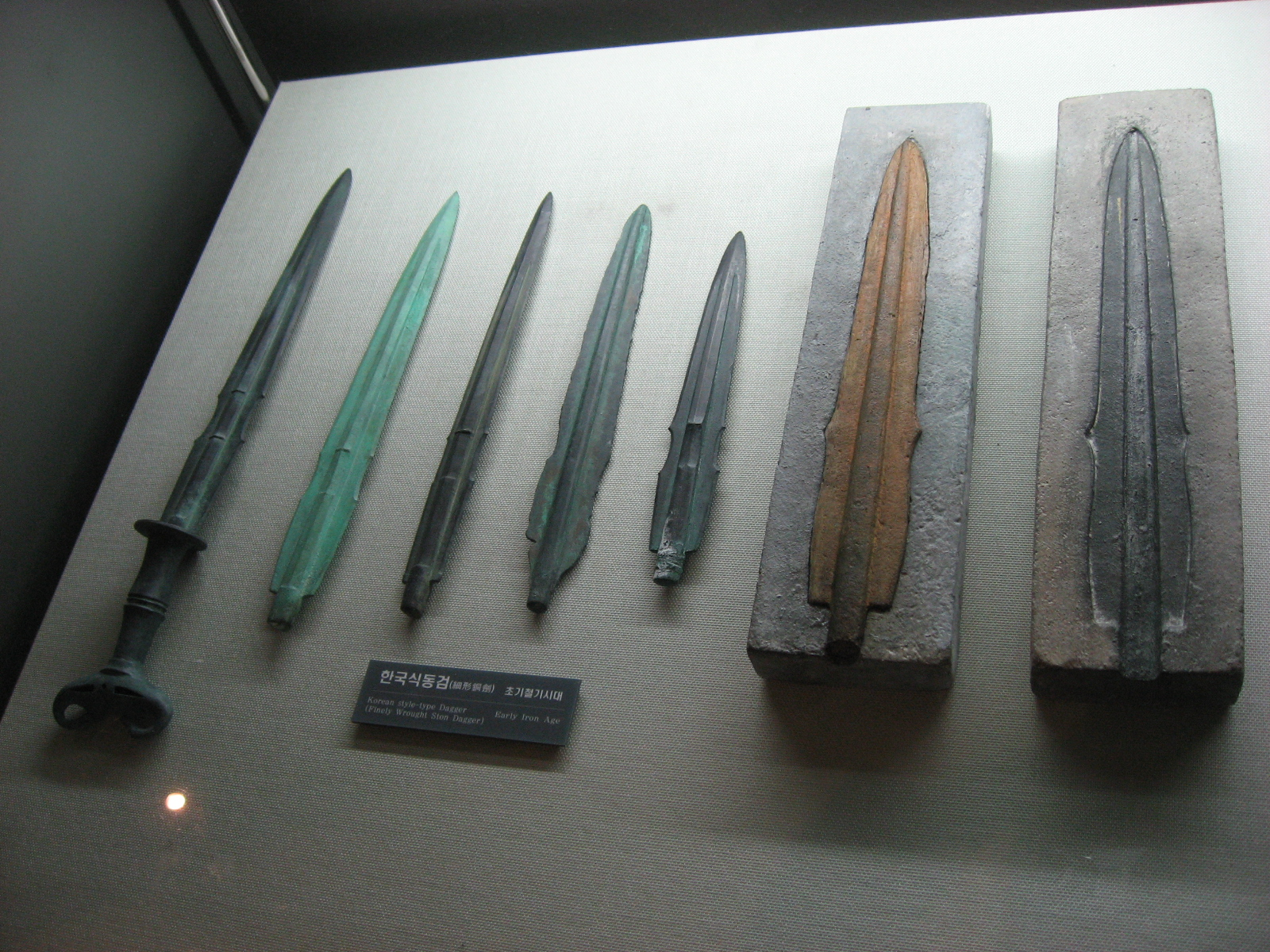
Dagas, edad temprana de hierro en Corea

Según los escritos del historiador romano Dion Casio, los romanos vieron seda de alta calidad por primera vez en 53 a. C. en forma de banderas partias desplegadas antes de la derrota romana en la batalla de Carrhae.
Varios artefactos, incluyendo objetos de vidrio, excavados en tumbas en  Silla fueron similares a los encontrados en la parte mediterránea del Imperio Romano que muestran que el intercambio tuvo lugar entre los dos extremos de la carretera de la estepa. Se estimó que el tiempo de viaje para los bienes comerciales de Constantinopla , Estambul, en Turquía para llegar a Gyeongju en Corea no excedería los seis meses. La interrelación de China con la ruta esteparia dio como resultado el brillante progreso de la civilización china en la dinastía Yin ( Shang商) en la aparición de tres innovaciones principales muy probablemente importadas de las comunidades occidentales de estepa euroasiática: el transporte de ruedas, el caballo, y metalurgia.
Las referencias comunes que han estado viajando a lo largo de la «ruta de la estepa» pueden rastrearse desde el Mediterráneo hasta la Península de Corea en técnicas, estilos, culturas y religiones similares e incluso en patrones de enfermedades.

## Galería

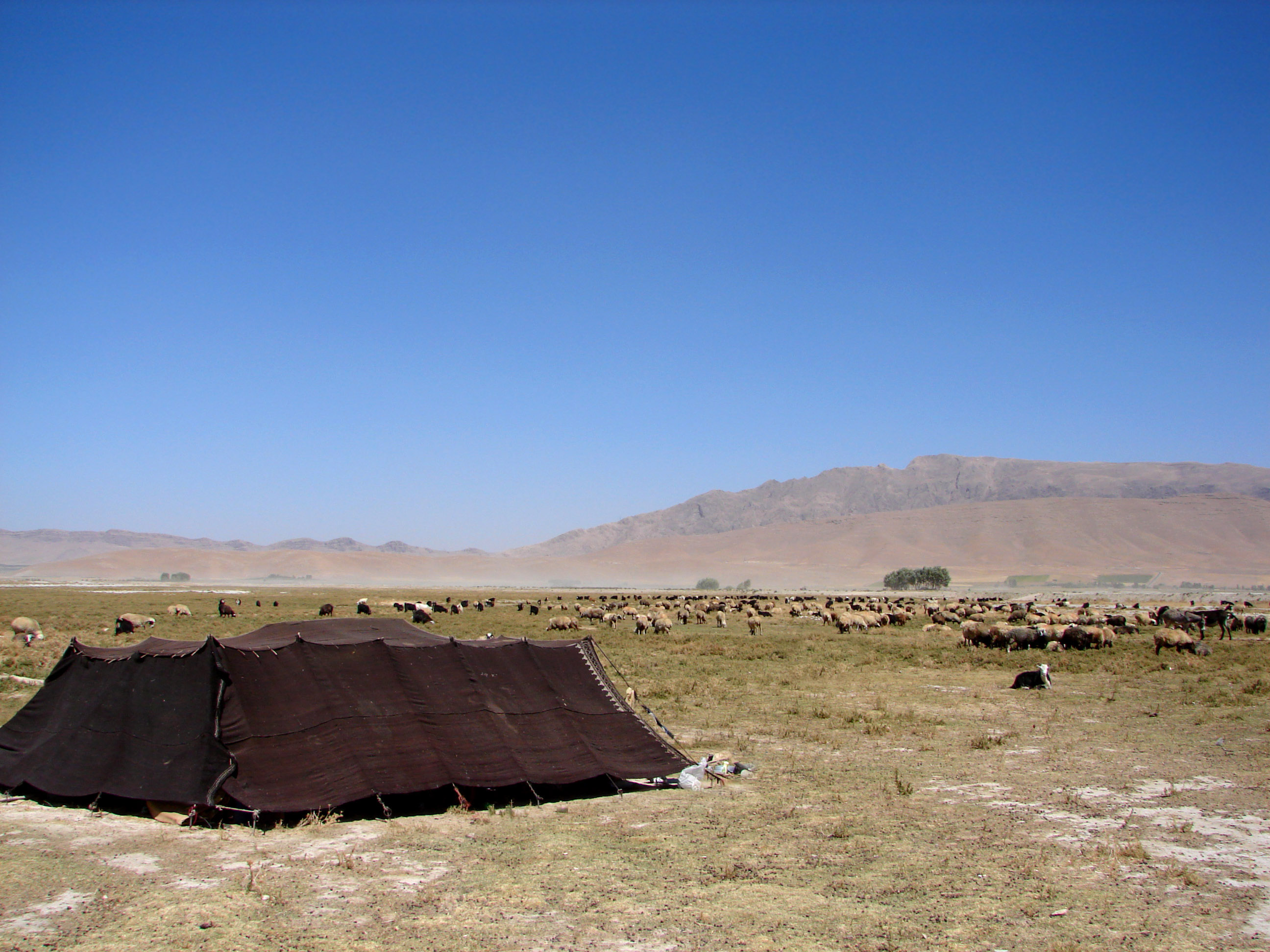
Estepa adyacente a la provincia de Bakhtiari, Irán
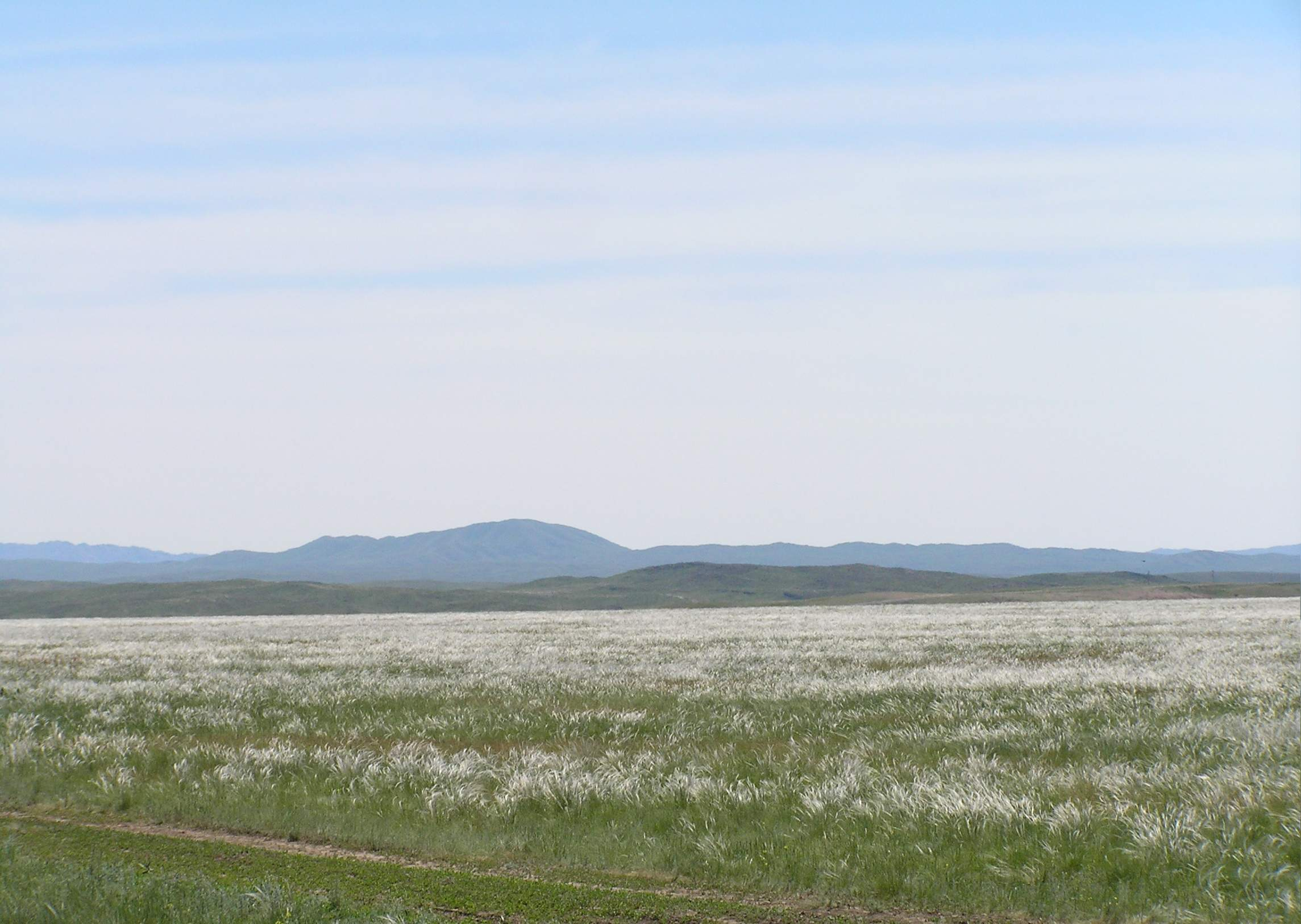
Estepa de la región este de Ayagoz, Kazajistán
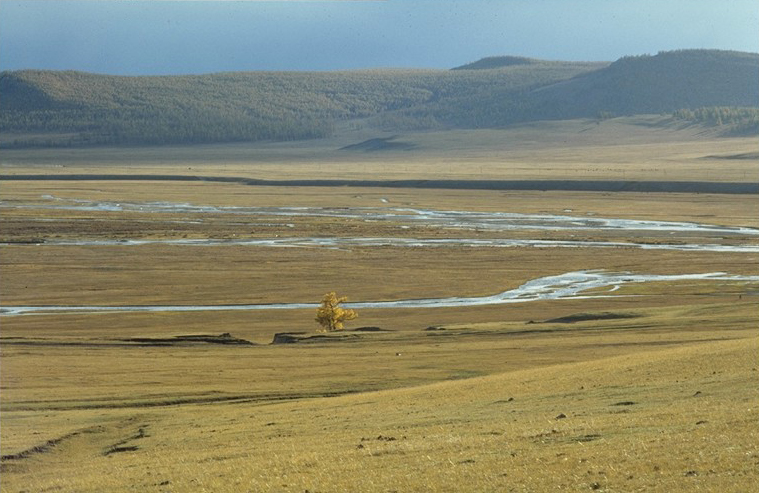
Región de pastizales mongol-manchuria de la estepa eurasiática oriental en Mongolia